# Камавинга, Эдуарду
Эдуа́рду Се́лми Камави́нга (порт. Eduardo Celmi Camavinga; 10 ноября 2002, Миконже, Ангола) — французский футболист, полузащитник испанского клуба «Реал Мадрид» и сборной Франции. Серебряный призёр чемпионата мира 2022. Бронзовый призёр чемпионата Европы 2024.

## Ранние годы
Камавинга родился в городке Миконже, в провинции Кабинда, на западе Анголы. Через год он вместе с семьёй переехал во Францию. До семи лет Эдуарду занимался дзюдо и лишь затем переключился на футбол. В 2009 году он стал играть за детскую футбольную команду «Драпо-Фужер». Во всех возрастных категориях Камавинга выделялся на фоне сверстников, был универсалом, способным играть как в защите, так и в нападении. На региональном турнире среди игроков до 11 лет он привлёк внимание селекционеров «Ренна» и в июле 2013 года перешёл в молодёжную команду этого клуба.
В возрасте 15 лет Камавинга стал выступать за вторую команду «Ренна». 14 декабря 2018 года он заключил с клубом профессиональный контракт до 30 июня 2021 года, став на тот момент самым молодым профессиональным игроком в истории клуба.

## Клубная карьера

### «Ренн»
В декабре 2018 года первую команду «Ренна» возглавил Жюльен Стефан, до того тренировавший вторую команду клуба, в которой играл Камавинга. С января следующего года Стефан стал включать Эдуарду в заявку первой команды. 6 апреля 2019 года Камавинга дебютировал в Лиге 1, выйдя на замену в концовке матча с «Анже». Он стал самым молодым игроком в истории «Ренна» и первым игроком 2002 года рождения, дебютировавшим в одной из пяти главных национальных лиг Европы. После своего дебюта в концовке сезона 2018/19 Камавинга играл регулярно, а в мае получил место в стартовом составе клуба. Всего в дебютном сезоне в чемпионате Франции сыграл семь матчей.
31 августа 2021 года было объявлено о переходе француза в мадридский «Реал». В последнем сезоне в составе «Ренна» провёл 6 матчей во всех турнирах, не отметившись результативными действиями.

### «Реал Мадрид»
31 августа 2021 года перешёл в «Реал Мадрид», подписав контракт до 2027 года. Сумма трансфера составила 40 млн евро. В новом клубе взял 25-й номер.
12 сентября 2021 года забил свой дебютный гол в составе «сливочных» в матче 4 тура Ла Лиги против «Сельты», в нужный момент оказавшись на добивании после удара Луки Модрича. 5 марта 2022 года забил гол дальним ударом в матче против «Реал Сосьедад», сравняв счёт на 40 минуте. 4 мая 2022 года в ответном полуфинальном матче против «Манчестер Сити» сыграл важнейшую роль в проходе «сливочных» в финал Лиги чемпионов, сделав заброс на Карима Бензема в моменте с первым голом Родриго, а также активно отбирал мячи у футболистов «Манчестер Сити».
По итогам первого сезона за испанский клуб Камавинга стал обладателем трёх трофеев, выиграв Чемпионат Испании, Суперкубок Испании и Лигу чемпионов УЕФА.

## Карьера в сборной
5 ноября 2019 года Камавинга получил французское гражданство. 11 ноября 2019 года получил вызов в молодёжную сборную Франции U-21.
27 августа 2020 года Дидье Дешам вызвал 17-летнего Камавингу в национальную сборную Франции после того, как у Поля Погба был обнаружен COVID-19. Эдуарду стал самым молодым с 1932 года футболистом, вызванным в сборную Франции. 8 сентября Камавинга дебютировал в сборной Франции в матче Лиги Наций против Хорватии (4:2), выйдя на замену вместо Н’Голо Канте во втором тайме. Камавинга (17 лет, 9 месяцев, 29 дней) стал самым молодым футболистом сборной Франции с 1914 года. 7 октября 2020 года вышел в стартовом составе в матче против Украины (7:1) и открыл счёт в матче ударом через себя. Камавинга стал самым молодым автором гола в сборной Франции с 1914 года.
9 ноября 2022 года был включён в официальную заявку сборной Франции для участия в матчах чемпионата мира 2022 года в Катаре.

## Статистика
| Выступление      | Выступление      | Выступление      | Чемпионат | Чемпионат | Кубки | Кубки | Еврокубки | Еврокубки | Прочие | Прочие | Итого | Итого |
| Клуб             | Лига             | Сезон            | Игры      | Голы      | Игры  | Голы  | Игры      | Голы      | Игры   | Голы   | Игры  | Голы  |
| ---------------- | ---------------- | ---------------- | --------- | --------- | ----- | ----- | --------- | --------- | ------ | ------ | ----- | ----- |
| Ренн             | Лига 1           | 2018/19          | 7         | 0         | 0     | 0     | —         | —         | —      | —      | 7     | 0     |
| Ренн             | Лига 1           | 2019/20          | 25        | 1         | 6     | 0     | 4         | 0         | 1      | 0      | 36    | 1     |
| Ренн             | Лига 1           | 2020/21          | 35        | 1         | 0     | 0     | 4         | 0         | —      | —      | 39    | 1     |
| Ренн             | Лига 1           | 2021/22          | 4         | 0         | 0     | 0     | 2         | 0         | —      | —      | 6     | 0     |
| Ренн             | Итого            | Итого            | 71        | 2         | 6     | 0     | 10        | 0         | 1      | 0      | 88    | 2     |
| Реал Мадрид      | Ла Лига          | 2021/22          | 26        | 2         | 3     | 0     | 10        | 0         | 1      | 0      | 40    | 2     |
| Реал Мадрид      | Ла Лига          | 2022/23          | 37        | 0         | 6     | 0     | 11        | 0         | 5      | 0      | 59    | 0     |
| Реал Мадрид      | Ла Лига          | 2023/24          | 31        | 0         | 2     | 0     | 11        | 0         | 2      | 0      | 46    | 0     |
| Реал Мадрид      | Ла Лига          | 2024/25          | 17        | 1         | 4     | 1     | 9         | 0         | 3      | 0      | 33    | 2     |
| Реал Мадрид      | Итого            | Итого            | 111       | 3         | 15    | 1     | 41        | 0         | 11     | 0      | 178   | 4     |
| Всего за карьеру | Всего за карьеру | Всего за карьеру | 182       | 5         | 21    | 1     | 51        | 0         | 12     | 0      | 266   | 6     |

1. ↑  Суперкубок Франции, Суперкубок Испании, Суперкубок УЕФА, Межконтинентальный кубок.

## Достижения
«Реал Мадрид»
- Чемпион Испании (2): 2021/22, 2023/24
- Обладатель Кубка Испании: 2022/23
- Обладатель Суперкубка Испании (2): 2022, 2024
- Победитель Лиги чемпионов УЕФА (2): 2021/22, 2023/24
- Обладатель Суперкубка УЕФА (2): 2022, 2024
- Победитель Клубного чемпионата мира: 2022
- Обладатель Межконтинентального кубка: 2024

Сборная Франции
- Победитель Лиги наций УЕФА: 2020/21[10]